# چال تپه
چال تپه مربوط به سدهٔ ۵ تا ۷ ه.ق است و در شهرستان بیجار، روستای پیر تاج واقع شده و این اثر در تاریخ ۱۸ مهر ۱۳۵۶ با شمارهٔ ثبت ۱۴۶۹ به‌عنوان یکی از آثار ملی ایران به ثبت رسیده است.